# Département des Anciens Combattants des États-Unis
Le département des Anciens Combattants des États-Unis  (en anglais : United States Department of Veterans Affairs ou VA) est une administration gouvernementale américaine qui s'occupe de tout ce qui concerne les anciens combattants (Veterans). Il est chargé des pensions, des soins de santé et d'assurance médicale, des programmes d'éducation et de réadaptation professionnelle ou de prêts et de l'entretien des cimetières nationaux.
Ce département est dirigé par le secrétaire aux Anciens Combattants des États-Unis (United States Secretary of Veterans Affairs) qui est membre du cabinet présidentiel. Il est nommé par le président des États-Unis avec approbation du Sénat.

## Histoire
La Veterans Administration, communément appelée VA, fut créée le 21 juillet 1930 pour renforcer et coordonner les activités gouvernementales concernant les anciens combattants. La VA intégrait les fonctions auparavant exercées par les anciens U.S. Veterans’ Bureau, Bureau of Pensions du département de l'Intérieur et National Home for Disabled Volunteer Soldiers, l'établissement national pour les engagés volontaires blessés de guerre.
Le 25 octobre 1988, le président Reagan signa une loi créant un nouveau département des Anciens Combattants (Department of Veterans Affairs), ayant rang de département du Cabinet pour remplacer la Veterans Administration, nouveau département qui sera effectif le 15 mars 1989.
Dans l'ancienne et nouvelle forme, le VA tient sa déclaration de mission de l'éloquent discours d'inauguration d'Abraham Lincoln pour le début de son second mandat, avec cette phrase reprise par le  VA : «... de prendre soin de lui qui a la charge la bataille, et pour sa veuve et ses orphelins. » (« ...to care for him who shall have borne the battle, and for his widow and his orphan. »).
Selon le Bureau du recensement des États-Unis, en 2000, les États-Unis comptaient plus de 26,4 millions de Vétérans ; en 2010, on en compte 22,1 millions, environ 18 millions en 2020.

## Fonction et organisation
Le département agit comme le donneur d'ordre gouvernemental unique pour les soins de santé   et il est le second département fédéral le plus important après le département de la Défense. En 2008, avec un budget de 70 milliards de dollars, il emploie environ 280 000 personnes dans une centaine de centres médicaux, hôpitaux et bureaux. Son effectif est d'environ 400 000 employés en 2019 et de 480 000 au début de 2025.
Il est divisé en trois branches, connues sous le nom d'Administrations, chacune dirigée par un secrétaire-adjoint :
- Veterans Health Administration - responsable de fournir les soins de santé sous toutes ses formes et également la recherche médicale ;
- Veterans Benefits Administration - responsable de l'enregistrement des anciens combattants et de cinq types de prestation : garantie de prêt immobilier, assurance, réadaptation professionnelle et emploi, éducation (défini par le GI Bill, officiellement Servicemen's Readjustment Act of 1944), rémunérations et pensions ;
- Cimetière national des États-Unis - chargé des obsèques et de l'entretien des cimetières d'anciens combattants. Tous les cimetières militaires ne dépendent pas du département ainsi les cimetières à l'étranger sont gérés par une petite agence gouvernementale l'American Battle Monuments Commission et le cimetière d'Arlington par le département de la Défense.